# 제주서초등학교
제주서초등학교는 대한민국 제주특별자치도 제주시 용담2동에 있는 공립 초등학교이다.

## 학교 연혁
- 1954년 4월 1일 제주서국민학교 개교(제주북교에서 분리 1,2학년 6학급 403명)
- 1976년 3월 1일 특수학급 1학급 인가
- 1983년 3월 1일 61학급 인가
- 1984년 3월 1일 병설유치원 2학급 인가
- 1984년 9월 1일 18학급(1,072명) 한천초등학교로 분리
- 1996년 3월 1일 제주서초등학교로 명칭 변경
- 2008년 3월 1일 인조잔디운동장 조성
- 2008년 5월 9일 남자 체조부 창단
- 2009년 2월 9일 용연도서관 개관
- 2009년 9월 8일 학교정문 개축
- 2011년 3월 1일 급식실 현대화 및 다목정 강당(꿈사랑관 준공)
- 2013년 2월 1일 양치교실 설치
- 2013년 3월 1일 병설유치원 3학급 인가
- 2013년 5월 2일 여자 체조부 창단
- 2013년 6월 2일 아름다운 학교 숲 조성
- 2014년 2월 2일 스마트교실 개축
- 2014년 3월 1일 돌봄교실 2학급 운영
- 2014년 9월 1일 제26대 고효자 교장 부임
- 2015년 3월 1일 31학급 인가(특수학급 1학급 포함)
- 2015년 3월 1일 돌봄교실 3학급 운영
- 2016년 1월 28일 후문 개축
- 2016년 2월 5일 제58회 137명 졸업(총 졸업생 17,822명)
- 2016년 3월 1일 30학급 인가(특수학급 1학급)
- 2016년 3월 1일 운동장 인조잔디 재포설
- 2016년 6월 26일 서쪽 별관동 대수선 공사 및 유치원 증축
- 2016년 8월 22일 정문 제주석 울타리 석축 시공 및 소공원 조성
- 2017년 2월 8일 제59회 124명 졸업(총 조업생 17,946명)
- 2017년 3월 1일 28학급 인가(특수학급 1학급)
- 2017년 3월 15일 다목적구장 스텐드 정비(관람석 의자 및 차양막 설치)
- 2017년 9월 1일 제27대 문복실 교장 부임

## 참고 자료
- 제주서초등학교 - 한국교육학술정보원 학교알리미